# Nymphon articulare
Nymphon articulare är en havsspindelart som beskrevs av Hodgson, T.V. 1908. Nymphon articulare ingår i släktet Nymphon och familjen Nymphonidae. Inga underarter finns listade i Catalogue of Life.